# William McIntosh

William McIntosh (1775 ─ 30 de abril de 1825),  também conhecido como Tustunnuggee Hutke (Guerreiro Branco), foi um dos mais proeminentes chefes da Nação Creek entre a virada do século dezenove e sua execução em 1825. Ele foi o chefe da aldeia de Coweta e comandante de uma força de polícia montada. Tornou-se um produtor agrícola em larga escala, construiu e gerenciou uma bem-sucedida hospedaria, e operou um negócio de balsas comerciais. Os primeiros historiadores americanos atribuíam as conquistas de McIntosh e sua influência à sua ancestralidade mestiça entre nativos e escoceses. Desde o final do século XX, os historiadores afirmam que muito da influência política de McIntosh se devia mais à sua educação e base cultural creek, particularmente pelo proeminente clã (Wind Clan) de sua mãe, no sistema matrilinear da sociedade creek, dentre outros aspectos dessa cultura.
Pelo fato de McIntosh liderar um grupo que negociou e assinou o Tratado de Indian Springs, em fevereiro de 1825, o qual cedeu muito das terras remanescentes dos creeks aos Estados Unidos, violando a lei creek, pela primeira vez o Concílio Nacional Creek ordenou que um creek fosse executado por crimes contra a Nação. Isto firmou sua sentença de morte, bem como a dos outros signatários. McIntosh foi executado por seu rival político de longa data Menawa e uma grande força policial (Law Menders) no final de abril de 1825. Dois outros signatários foram mortos e outro, enquanto o filho de McIntosh, Chilly, baleado, conseguiu escapar ileso. Menawa assinou um tratado em 1826 que era muito similar em termos e benefícios, porém nesse houve um consenso entre o Concílio Nacional e, consequentemente, foi tido por legítimo de acordo com a lei creek contemporânea.
A maioria dos descendentes do Chefe McIntosh se mudaram voluntariamente para o Território Indígena, no atual Oklahoma, antes da remoção forçada promovida pelo governo federal: a Trilha das Lágrimas, iniciada em 1831. Dois filhos de McIntosh, Chilly e Daniel, serviram como oficiais confederados durante a Guerra Civil Americana. Sua filha Kate com sua família se tornaram uns dos primeiros pioneiros do Noroeste da Flórida (Panhandle); suas filhas Rebecca e Delilah se mudaram para o leste do Texas com seus maridos, desenvolvendo plantations na região. Rebecca McIntosh Hawkins Hagerty se casou novamente após a morte precoce de seu primeiro marido e, pela década de 1860, era a mais próspera mulher no Texas, possuindo três plantations somando um total de 12.800 acres e 120 escravos.

## Primeiros anos e educação
Tustunnuggee Hutke (ou "Guerreiro Branco") nasceu na aldeia Lower Creek de Coweta, na atual Geórgia, filho de Senoya (também grafado como Senoia e Senoy), uma integrante do Wind Clan, o qual gozava de relevância na Nação Creek. Como os creeks possuíam um sistema matrilinear de parentesco, pelo qual se transmitiam as propriedades e as posições hereditárias, a condição materna favoreceu sua posição.
McIntosh é uma homenagem ao seu pai, o soldado escocês-americano William McIntosh, que estava ligado a uma proeminente família de Savannah, Geórgia. O capitão McIntosh, um lealista durante a Guerra Revolucionária, trabalhou com os creeks com o intuito de recrutá-los como aliados dos britânicos. Crê-se que sua avó paterna, Margaret "Mary" McGillivray, foi irmã do escocês Lachlan McGillivray, um próspero comerciante de peles e produtor na Geórgia. Após a Revolução Americana, o capitão McIntosh se mudou para a fronteira de Savannah, com o intuito de se fixar na região. Ali, casou-se com uma prima, Barbara McIntosh.
Benjamin Hawkins, primeiramente nomeado como Agente Indígena dos Estados Unidos no Sudeste e depois como Superintendente dos Assuntos Indígenas no território ao sul do rio Ohio, viveu entre os creeks e os choctaws, conhecendo-os bem em seus costumes. Ele comentou em cartas ao presidente Thomas Jefferson que as mulheres creeks eram matriarcas e mantinham a guarda e criação das crianças "quando se envolviam com um homem branco." Mais além, Hawkins observou que mesmo os comerciantes mais prósperos eram quase tão "desligados" aos seu filhos mestiços quanto "os indígenas". O que ele não compreendia na cultura creek era o fator das crianças possuírem maior ligação com os irmãos mais velhos de sua mãe do que com os próprios pais biológicos, em razão da estrutura do clã.
McIntosh foi considerado um habilidoso orador e político. Tornou-se um bem-sucedido dono de plantations e de escravos; teve uma influência relevante tanto na sociedade creek quanto na euro-americana. Um de seus primos, George Troup, serviu como governador da Geórgia enquanto McIntosh era um chefe proeminente. Alguns historiadores erroneamente assumem que McIntosh foi o responsável pela centralização da autoridade sobre os creeks, porém ele foi só mais um entre numerosos chefes, e o poder central surgiu do Concílio Nacional Creek, especialmente após a adoção do Código de 1818.
Por gerações, os chefes aprovaram o casamento de suas filhas com comerciantes de pele com o intuito de fortalecer alianças e poder de troca com europeus prósperos. Através de ambos, pai e mãe, McIntosh estava ligado a vários outros chefes influentes, a maioria dos quais mestiços de mães creeks e pais brancos, que eram valorizados como maridos. Os principais foram Alexander McGillivray (1750 - 1793), filho de Sehoy e Lachlan McGillivray; e William Weatherford (c. 1780 - 1824). Ambos, McIntosh e Weatherford, tornaram-se chefes bem estabelecidos e prósperos donos de plantations, porém Weatherford, diferentemente de McIntosh, alinhou-se aos Red Sticks durante a guerra. 

## Casamentos e filhos
A primeira esposa do chefe McIntosh foi Eliza Hawkins, embora erroneamente digam que foi Elizabeth Grierson. Casando-se próximo do seu aniversário de vinte e cinco anos, seu casamento com Eliza gerou cinco filhos, Chillicothe "Chilly", Jane, Kate, Sallie, e Louis. Seu primogênito, Chilly McIntosh (1800 - 1895), nasceu em Coweta, próximo à Geórgia. Sua filha Jane se casou com Samuel Hawkins, Kate se casou com William Cousins, e o marido de sua filha Sallie foi George McLish. Nos meados do fim da Guerra Creek, McIntosh tomou para si uma segunda esposa, Susannah Ree (também escrito Roe/Rowe, ou Coe), cuja ancestralidade é dada variamente como mestiça cherokee ou inteiramente creek. McIntosh e Susannah tiveram quatro filhos: Rebecca, Catherine Hettie, Delilah, e Daniel, conhecido como D.N. Sendo um soldado e empresário de relativo sucesso, a elevada posição social e tribal permitiu a McIntosh tomar uma terceira esposa, uma mulher chamada Peggy. Os registros conflitam quanto a dizer se McIntosh e Peggy tiveram três filhos, ou nenhum.
Em seguida à sua morte, em abril de 1825, a viúva de McIntosh, Eliza, seu meio irmão mais novo, Roley, e todos menos um dos filhos do chefe creek se realocaram voluntariamente para o Território Indígena no leste do atual Oklahoma, entre 1826 e 1830 (antes da remoção forçada organizada pelo governo federal). Sua segunda filha mais velha, Kate, ficaria para trás após seu casamento com um creek puro sangue chamado William Cousins (1800-1876), neto de George Cousins (Chefe da tribo creek de Eufauli), no mês de agosto de 1825, em Cusseta, Geórgia. O jovem casal permaneceu entre os parentes tribais próximos de William no condado de Clayton (Barbour), Alabama, até setembro de 1842, quando eles viajaram com três outras famílias creeks em destino a Oklahoma. Uma roda quebrada de um vagão inesperadamente os interrompeu próximo à Lauren Hill, na Flórida. Kate e William acharam os arredores do Noroeste do Panhandle da Flórida semelhantes às suas terras nativas e decidiram se estabelecer definitivamente na região moderna de Mossy Head no condado de Walton, Flórida, tornando-se uma das famílias pioneiras da região. Quanto ao resto da família de McIntosh, uma vez estabelecida em Oklahoma, Chilly e seu meio-irmão Daniel McIntosh serviram ao exército confederado durante a Guerra Civil - com Chilly subindo ao posto de coronel.

## Carreira
McIntosh, como líder, adotou certos elementos da cultura euro-americana. Ele possuía o interesse em introduzir uma educação americana entre os creeks, adotou o uso de mão-de-obra escravo em suas plantations, e empregou um papel na centralização do Concílio Nacional Creek ao longo dos anos. Como um próspero mercante e fazendeiro, possuiu mais de cem escravos e duas plantations, nas quais plantava algodão e criava gado; também gerenciava duas balsas, uma pousada e uma taverna.
Ele utilizou de sua influência para desenvolver uma trilha conectando as aldeias Upper e Lower Creeks, que ia de Talladega, Alabama, ao rio Chattahoochee. Foi dono de duas plantations, Lockchau Talofau ("Acorn Bluff"), no atual condado de Carroll, e Indian Springs, no atual condado de Butts. Sua plantation em Acorn Bluff era o ponto final da McIntosh Road, onde William desenvolveu um sistema de operação de balsas pelo rio Chattahoochee. Acorn Creek, um tributário do rio Chattahoochee adjacente à propriedade de McIntosh, herda seu nome da plantation. Ele possuiu diversos escravos para a cultura de algodão como um commodity. Também construiu um resort em Indian Springs, esperando atrair mais viajantes ao longo da estrada criada. Parte dessa rota ainda é referida como McIntosh Road, ou McIntosh Trail. Ela atravessa diversos condados no norte do Alabama e da Geórgia.
A nação creek se debateu em tensões internas após a Revolução Americana e durante a Guerra de 1812, à media que debates vinham à tona sobre o aumento da adoção da cultura euro-americana. As aldeias Lower Creeks, que compreendiam a maioria da população, estavam a adotar alguns elementos da cultura euro-americana e constituindo relações mais próximas com os colonos da fronteira com a Geórgia. Muitas crianças eram criadas na língua inglesa; alguns creeks de alto escalão enviavam seus filhos ao leste para se educaram em universidades; alguns adotaram o cristianismo como religião; também foram adotados modos de vestimenta e de arquitetura europeias. Tais fatos, por consequência, renderam aos creeks o título de uma das "cinco tribos civilizadas". Com a expansão das culturas agrícolas, muitos creeks ascenderam à elite dos donos de plantations, tornando-se senhores de escravos similarmente aos vizinhos americanos.

### Papel na Guerra Creek
Tensões internas entre os creeks resultaram na Guerra Creek (1813-1814), quando as tensões entre as aldeias Lower Creek e os tradicionais Red Sticks das aldeias Upper Creek se tornaram um conflito aberto. McIntosh e outros Lower Creeks se aliaram aos Estados Unidos contra os Red Sticks, no contexto da Guerra de 1812. Este partido se alia aos britânicos, haja vista o interesse de ambos em limitar a expansão americana no Sudeste. 
McIntosh ofereceu suporte ao general Andrew Jackson e às milícias do Estado na Batalha de Horseshoe Bend, combate que definiu a derrota Red Stick e pôs fim à guerra. McIntosh foi alçado ao posto de general-brigadeiro do Exército Voluntário Americano pelo ainda major-general Jackson e gozou de diversos proveitos, tais como o pagamento e abonos para subsistência, pilhagens e servos, tal como oficiais de mesma patente no Exército Regular Americano.

Os creeks tiveram de ceder terras ao governo americano no começo dos anos 1800. Mapas demonstram as faixas cedidas ao longo dos anos. McIntosh participou das negociações e cessões de 1805, 1814 (21 milhões de acres após Guerra Creek), 1818 e 1821. Pelo seu papel na conclusão da cessão de 1821, agentes americanos concederam a McIntosh 1000 acres de terra em Indian Springs e 640 acres no rio Ocmulgee.
Após as guerras, os euro-americanos migraram constantemente para o interior do sudeste americano, vindos de áreas costeiras, e acabaram conflitando com os territórios creeks e de outras tribos da região. O cultivo de algodão, que prosperou em tais áreas, tornou-se mais rentável com a invenção do descaroçador de algodão por Eli Whitney, em torno de 1790. As terras destinadas ao plantio do algodão estimularam uma demanda por mão-de-obra que resultou em uma migração forçada de mais de um milhão de escravos para o Sul e Sudeste americano.

### Primeira Guerra Seminole
Remanescentes dos creeks, bem como de outras tribos somados a escravos fugitivos, migraram para a Flórida Espanhola durante o final do século XVIII, onde formaram uma nova tribo conhecida como Seminole. 
Após a Guerra de 1812, os britânicos se retiraram e entregaram o controle de um forte no baixo rio Apalachicola para os novos libertos da área. O forte foi ocupado por cerca de 300 afro-americanos, 20 choctaws renegados e alguns guerreiros seminoles, liderados pelo antigo fuzileiro naval colonial afro-americano chamado Garçon. Entre eles estavam membros da dissolvida Corps of Colonial Marines. Os senhores de escravos da Geórgia e o Exército Americano chamavam o forte de "Negro Fort," e se preocupavam se a autonomia dos negros poderiam encorajar seus próprios escravos a fugirem ou se rebelarem. McIntosh lutou junto aos americanos na Primeira Guerra Seminole e ajudou a capturar o forte.

### Formação de um governo Creek centralizado
McIntosh se viu ativamente envolvido na colaboração entre os chefes das aldeias Upper e Lower Creeks (localizadas, ainda, no Alabama e na Geórgia, respectivamente) através do Concílio Nacional Creek no desenvolvimento de um governo centralizado, tomando emprestada algumas tradições anglo-americanas. 
Eles formularam leis no Código de 1818, as quais protegiam as propriedades comunais tribais e estabeleceram uma força de polícia nomeada Law Menders. Em um esforço para proteger as suas terras remanescentes, o Concílio Nacional, incluindo McIntosh, aprovaram uma lei em 1824 que tornava um crime capital a alienação de terras comunais.

### Anuidades e o caso de importação africana de 1820
Tal como outros chefes proeminentes, McIntosh trabalhou junto a Benjamin Hawkins, Agente Indígena do Governo dos Estados Unidos no sudeste por duas décadas até 1816. Hawkins foi instrumental para o ganho de terras cedidas pelos creeks durante esse período, porém ele também apoiou os esforços de McIntosh em trazer a educação européia ao território mediante o acolhimento de missionários responsáveis por estabelecê-las.
Após James Monroe assumir a presidência americana, sua administração, em novembro de 1817, apontou David Brydie Mitchell como o  Agente Indígena Americano para a Nação Creek. Mitchell foi, anteriormente, governador da Geórgia (189 -1813; 1815 - 1817), tendo, bem como, figurado em outros postos. Após a Guerra Creek, a população sofreu pela disruptura. O governo americano providenciou alimento e suprimento como parte das anuidades devidas pelo acordo de cessão de terras, especialmente a de 21 milhões de acres dos quais os creek foram obrigados a se desfazerem após a guerra. Mitchell e McIntosh foram suspeitos de controlar uma parte da distribuição de comida e outras anuidades para benefício próprio, aumentando o poder de McIntosh entre os creeks.
Além disso, Mitchell foi envolvido no caso de importação africana, no qual escravos africanos ilegais foram mantidos na Creek Agency, em seu território de sua soberania, para a venda no Território do Mississippi. Este caso foi julgado na Admiralty Court como Miguel de Castro v. Ninety-five African Negros (1819 - 1820) por violação da lei americana, eficaz em 1808, para acabar com o tráfico internacional de escravos.
O corsário "Comodoro" Aury levou os africanos como saque de um navio espanhol destinado à Havana, onde a Espanha mantinha a escravidão. Ele os transportou para a Ilha Amélia, próxima à Flórida. William Bowen comprou 110 escravos pela quantia de vinte e cinco mil dólares e entregou-os à agência indígena na Nação Creek em dois lotes: em dezembro de 1817 e em janeiro de 1818. Mitchell parecia o principal responsável em manter os africanos na agência creek, a qual era considerada externa ao território americano pelo fato de estar dentro da Nação Creek. Isso foi anterior à esperada venda dos escravos ao Território do Mississippi, que outrora incluía o Alabama. Dada a amplitude do conhecimento da questão, Mitchell foi posteriormente processado pelo caso.
O presidente Monroe substituiu Mitchell em 1821 por John Crowell, que serviu anteriormente como congressista do Alabama. Neste ano, os creeks concordaram em outra cessão de terras, com o intuito de angariar fundos para alimentos e suprimentos necessários, dada as difíceis condições que ainda enfrentavam.

### Tratado de Indian Springs (Fevereiro de 1825)

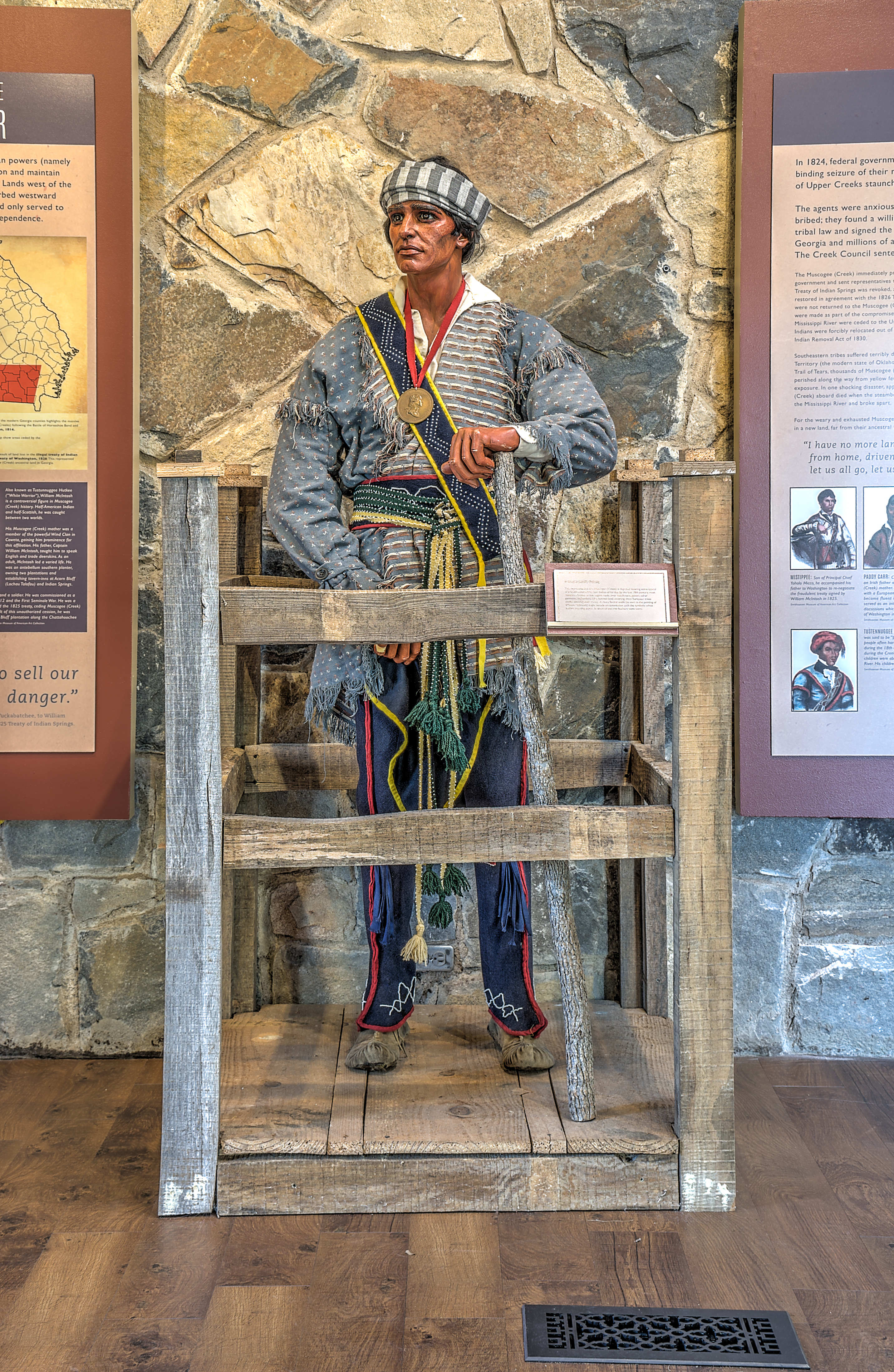
Exibido no Museu de Indian Springs State Park

Sob pressão do governo americano e do estado da Geórgia, McIntosh e outros chefes creeks cederam terras em 1821. À época, foi cogitada pelo Concílio Nacional Creek a sua execução devido à violação da lei, mas esta não procedeu. A crescente população americana, particularmente no Nordeste, pressionava o governo federal a usurpar mais terras indígenas. O governo continuamente tentava persuadir ou forçar os creeks e outras tribos do sudeste cederem suas terras remanescentes em troca de pagamentos e terras ao oeste do rio Mississippi, no que foi chamado Território Indígena (atuais Oklahoma e Arkansas).
Em 12 de fevereiro de 1825,ntosh e outros oito chefes ratificaram o Tratado de Indian Springs. Entre eles se contavam Samuel e Benjamin Hawkins, mestiços creeks filhos de Stephen Hawkins, outro mestiço; porém, dos chefes, somente McIntosh era membro do Concílio. Ambos os irmão foram educados em Princeton. Samuel se casou coma filha de McIntosh, Jane, e, posteriormente, Benjamin se casaria com sua filha Rebecca.

O tratado cedeu todas as terras creeks remanescentes na Geórgia (de ambas aldeias, Upper e Lower Creeks) acrescidos a três milhões de acres no Alabama aos Estados Unidos, em troca de duzentos mil dólares mais anuidades a serem pagas à Nação Creek. Outros duzentos mil dólares foram pagos diretamente a McIntosh. O quinto artigo do tratado estipulava que McIntosh receberia um pagamento pelas terras que previamente havia garantido, em 1821. Historiadores continuam a arguir se McIntosh cedeu as terras visando um ganho pessoal, ou se porque ele acreditava que a remoção era inevitável e, nesse cenário, estivesse tentando conquistar algum tipo de segurança à Nação Creek. Historiadores como Michael Green crêem que McIntosh vendeu a direito de existência da tribo e seu futuro, descrevendo o tratado como
| “ | "Fraudulento pelos padrões de qualquer sociedade, realizado em violação de ordens expressadas pelos interesses de ambos governos, crivado de subornos, enganos e fraudes, o tratado ilegalmente adquiriu à Geórgia e ao Alabama, através do governo americano, uma grande quantia de terra." | ” |

Tão logo o Concílio Creek tomou conhecimento dos fatos, eles levaram o tratado a protesto em Washington, porém o Senado já o havia ratificado. inicialmente, funcionários de Washington tentaram realizá-lo. O governador George Troup, primo de McIntosh, prometeu-lhe proteção, porém, pressionando-o a procurar terras com urgência, devido à Geórgia ansiar em preparar uma hasta pública em relação às terras. Sob o tratado, os creeks tinham até o final de 1826 para saírem de suas terras.

## Morte
De acordo com o seu código estabelecido em 1818, o Concílio Nacional estabeleceu uma força de polícia, conhecida como Law Menders. O Concílio decidiu que os signatários do tratado de fevereiro de 1825 deveriam ser executados pela cessão de terras comunais creeks, o que era tratado como um crime capital. Essa foi a primeira ocasião conhecida do Concílio ordenar a execução de alguém por um crime contra a nação. O Concílio atribuiu a Menawa, chefe de uma das aldeias cedidas, a tarefa de cumprir a sentença.
Em 30 de abril de 1825, o líder Red Stick e adversário político de longa data de McIntosh. Menawa, com cerca de 120 a 150 homens da Law Menders, provenientes de aldeias cedidas no território, atacaram a plantation de McIntosh, acendendo fogueiras ao redor das construções, posteriormente atiçando fogo à casa de McIntosh. McIntosh, ferido por um tiro, foi retirado da casa em chamas por diversos agressores e, por fim, esfaqueado no coração. Outros creeks atiraram em seu corpo mais de cinquenta vezes. Chilly McIntosh, filho mais velho de William, também foi sentenciado à morte, escapando ao pular de uma janela. Etommee Tustunnuggee, outro creek signatário do tratado de 1825, também foi morto durante a incursão. Após esta data, as forças creeks encontraram os irmãos Hawkins, enforcando Samuel e atirando em Benjamin, que escapou. Os creeks haviam "adotado determinados conceitos legais anglo-americanos, ... emoldurando-os aos seus próprios conceitos de independência política e utilizando-os para se servirem, decididamente, de seu próprios propósitos."
As esposas de William McIntosh requisitaram uma peça de roupa para seu funeral, porém os assassinos insistiram em descartar o corpo nu em uma cova sem sinalização. Encontram-se preservados seu local de enterro e parte de sua plantation na McIntosh Reserve, no Condado de Carroll, Geórgia. A sua cova se encontra próximo à réplica de sua casa no McIntosh Reserve Park, perto de Whitesburg.
Membros do Concílio Nacional, incluindo Menawa, foram a Washington para protestar o tratado de 1825. O governo americano o rejeitou como fraudulento e, em 1826, negociou o Tratado de Washington, que permitiu aos creeks manterem cerca de três milhões de acres (12.000 km²) no Alabama. No novo tratado, os creeks receberam um pagamento imediato de 217.660dólares e uma anuidade perpétua de vinte mil dólares. O estado da Geórgia ignorou o novo tratado e trabalhou pela expulsão dos creeks de suas terras antes da remoção oficial iniciada na década de 1830.

## Legado
Após a morte de William, seu meio-irmão mais novo, Roley McIntosh, passou a servir como chefe dos Lower Creeks até 1859, mudando-se com eles para o Território Indígena, na década de 1830. Morrendo sua primeira mulher, o viúvo se casou com Susannah, segunda esposa de McIntosh.
Liderados pelo seu filho Chilly, a família de McIntosh, bem como outros creeks, migraram voluntariamente rumo ao Território Indígena entre os anos de 1826 e 1830, onde se assentaram nas bifurcações dos rios Arkansas, Verdigris e Grand (Neosho), estabelecendo a Nação Creek Ocidental. Seus dois filhos, Chillicothe e Daniel McIntosh, serviram como oficiais confederados durante a Guerra Civil. Chilly fundou as 1ª e 2º Montaria de Voluntários Creeks (mais tarde conhecidas como 1º e 2º Regimento de Cavalaria Creek). Posteriormente, ambos os irmãos se tornaram ministros batistas no Território Indígena. Oito homens de McIntosh serviram o exército confederado durante a guerra.
Sua filha Catherine "Kate" McIntosh e seu marido Eufauli Creek Cousins se tornaram uma das famílias pioneiras da área esparsamente povoada do noroeste do Panhandle da Flórida em setembro de 1842.
Sua filha Rebecca McIntosh se casou com Benjamin Hawkins, na Nação Creek Ocidental, em 1831. Benjamin conheceu Sam Houston e, em 1833, ele e Rebecca se mudaram para o condado de Marion, Texas, na fronteira leste do território, onde desenvolveram a plantation Refuge. Seu filho William morreu jovem, e eles tiveram duas filhas, Louisa e Anna. Benjamin Hawkins morreu em 1836, no Texas, assassinado próximo a Nagodoches.
Pela década de 1840. as irmãs de Rebecca, Delilah McIntosh, casada com William Drew, e Catherine Hettie McIntosh, casada com James D. Willison, se estabeleceram no Texas com seus maridos e famílias em partes da propriedade de Hawkins. A plantation de Delilah e William de 2400 acres, chamada Falonah, era próxima de Refuge. A viúva Rebecca McIntosh Hawkins se casou com Spire M. Hagerty, possuidor de terras e escravos em uma plantation em Phoenix, no condado de Harrison, Texas. Ele morreu em dezembro de 1849, no condado de Montgomery, Alabama. Em torno de 1860, Rebecca Hagerty se tornou a mulher mais rica do Texas, aos 45 anos. Possuía mais de cem escravos, sendo a única nativa americana no Texas a fazê-lo; possuía três plantations: a terceira, no condado de Cass. O montante de suas propriedades abrangia cerca de 12800 acres. Em 1860, sua "fortuna pessoal foi relatada como tendo sido de oitenta e cinco mil dólares e sua propriedade avaliada em trinca e cinco mil dólares. Ela foi a mais rica pessoa do condado de Marioon, onde estava localizada a plantation Refuge. A maior parte de sua fortuna pessoal foi atribuída ao valor dos 102 cativos que possuía"
- A McIntosh Reserve Park foi estabelecida em Whitesburg, Georgia.
- Chief McIntosh Lake na Geórgia  foi nomeado em sua homenagem.
- McIntosh High School em Peachtree City, Georgia, nomeado em sua homenagem.
- Em 1921, o túmulo de McIntosh foi marcado por uma pedra com uma placa de bronze, colocada pela seção de William McIntosh, da DAR, em outubro de 1921. A inscrição declara:

| “ | Em Memória e Honra ao General William McIntosh O Distinto e Patriótico Filho da Geórgia, cuja devoção foi heróica, cuja amizade não foi egoísta e cujo seriço foi valoroso. Que negociou o tratado com os Creeks que deu ao estado todas as terras localizadas ao oeste do Rio Flint. Que sacrificou sua vida pelo seu patriotismo, Erigido por William McIntosh Chapter D.A.R. Jackson, Georgia, 1921 | ” |
|   | — . |   |

No início do século XXI, a McIntosh Trail foi proposta como um atalho cênico estatal em vários condados da Geórgia, em um projeto da McIntosh Trail Historic Preservation Society. Ele desenvolveu uma trilha conectando as aldeias Upper e Lower Creeks, e trouxe o comércio para a região, incluindo o seu hotel em Indian Springs, e a balsa, ao fim da trilha. Em  2011 a trilha recebeu uma aprovação preliminar junto à Three Rivers Comissison, devido a uma revisão do plano de seu trajeto.